# تائوی برنامه‌نویسی
تائوی برنامه‌نویسی (به انگلیسی: Tao of Programming) کتابی نیمه طنز، نیمه جدی است که در سال ۱۹۸۷ توسط جفری جیمز نوشته شده. این کتاب تقلیدی است طنزگونه از کتاب تائو ته چینگ. تائوی برنامه‌نویسی مجموعه‌ای از امثال و گفته‌های کوتاه است که در نه «کتاب» تقسیم شده‌اند. این امثال بازگوکننده‌های ایده‌آل‌های هکری هستند: مدیران باید برنامه‌نویسان را آزاد بگذارند، کد باید کوتاه، زیبا و قابل پشتیبانی باشد و …
جفری جیمز کتاب‌های مشابه دیگری از جمله ذن برنامه‌نویسی (۱۹۸۸) و داستان کامپیوتر: رسیدن به آگاهی در دوره کامپیوتر (۱۹۸۹) را نیز نوشته‌است؛ اگرچه همچون کتاب تائوی برنامه‌نویسی با اقبال مواجه نشدند.

## بخش‌ها
این کتاب از نه بخش تشکیل شده که در هرکدام حکایت‌های کوتاه آمده‌است:
- پوچی خاموش
- استادان کهن
- طراحی
- کدنویسی
- نگهداری کد
- مدیریت
- خرد جمعی
- سخت‌افزار و نرم‌افزار
- پایان